# أوتو الأول، كونت بورغندي
أوتو الأول (بين 1167 و1171 - 13 يناير 1200)؛ كان كونت برغونية منذ 1190 حتى وفاته، وكذلك أصبح كونت لوكسمبورغ ما بين عامي 1196 و1197، هو الابن الرابع لـ الإمبراطور فريدرش بربروسا وزوجته الثانية بياتريس الأولى كونتيسة برغونية ابنة رينو الثالث كونت برغونية.

## الحكم
ومع وفاة والدته في 1184 منح له والده كونتية برغونية، تم ترقيته إلى كونت بالاطين، ولكن أوتو وجه العديد من صراعات الخلافة ليس فقط من الأمراء الأنسكارية في أوكسار وماكون الذين ادعوا الميراث والدته بياتريس بسبب انتسابهم إلى الفرع المباشر، وأيضا واجه خلافات مع كونتات مونتبليار ومع الفرنسي أودو الثالث دوق برغونية وبرتهولد الخام، دوق تسرينغن، وأثناء المفاوضات قُتل أماديوس من مونتبليار على يديه، وتليها اغتيال الكونت الألزاسي أولريك من فيريت في 1197، واعدام شقيق كونراد فون هونيبرغ، أسقف ستراسبورغ في 1198.
وعند وفاة وفاة هاينريش الرابع كونت لوكسمبورغ دون ورثة من الذكور انتقلت الكونتية إلى الإمبراطور هاينريش السادس الذي بدوره سلمها إليه، ثيوبالد الأول، كونت بار الذي كان متزوج من إرميسيند الابنة الوحيدة لـ هاينريش الرابع، تفاوض معه في 1197 عن تخلي عن لوكسمبورغ.
في الوقت نفسه أصبحت صراعاته الإقليمية تهديد خطير لـ سياسات سلطة أقاربه هوهنشتاوفن، وبعد أن تم انتخاب شقيقه فيليب الشوابي ملك الرومان في 1198 بحيث كان منافسه الدوق أوتو من براونشفايغ، حاول تسوية عديدة من مشاجرات التي وقع بينهما، وفي 1200 تم اغتياله في بيزنسون، وفاته كانت مفيدة لبعض السياسيين النشطين.
قبره في كاتدرائية سان ستيفن في قلعة بيزنسون.

## الزواج والأبناء
تزوج أوتو من مارغريت كونتيسة بلوا في 1192  ابنة ثيوبالد الخامس كونت بلوا؛ وأنجبت له ابنتين:-
- جوان الأولى كونتيسة برغونية.
- بياتريس الثانية، كونتيسة برغونية.

سمح شقيقه فيليب لبناته في أن يرثن أملاكه.